# روزاريو فيريه
روزاريو فيريه (بالإنجليزية: Rosario Ferré)‏ هي ناقدة أدبية ومؤلفة وأستاذة جامعية وكاتِبة وشاعرة أمريكية، ولدت في 28 سبتمبر 1938 في بونس، بورتوريكو في الولايات المتحدة، وتوفيت في 19 فبراير 2016 في سان خوان في الولايات المتحدة.

## وصلات خارجية
- روزاريو فيريه على موقع الموسوعة البريطانية (الإنجليزية)